# 中小国駅
中小国駅（なかおぐにえき）は、青森県東津軽郡外ヶ浜町字蟹田にある、東日本旅客鉄道（JR東日本）・北海道旅客鉄道（JR北海道）の駅。

## 概要
JR東日本津軽線と、JR北海道海峡線の施設・資産上の分岐・分界点は当駅と大平駅との間にある新中小国信号場（海峡線・北海道新幹線所属・JR北海道管轄）であるが、新中小国信号場は旅客を扱わない信号場として設置された。このため、当駅に海峡線の起点を置き、新中小国信号場までは海峡線と津軽線の重複区間という扱いとし、運賃計算等の営業上の分岐・分界点は当駅となった。当駅自体は津軽線を所属線としてJR東日本が管轄している。
海峡線の定期在来線旅客列車は開業以来、定期運行終了まで当駅を通過し、乗降はできなかった。また、JR東日本とJR北海道の乗務員交替も、本州側で最初に停車する蟹田駅または青森駅で行われていた。加えて、津軽線大平駅以北と海峡線津軽今別駅（→奥津軽いまべつ駅）以北相互間を乗車する場合は、蟹田駅で改札口を出場しない限り当駅 - 蟹田間の運賃は不要であった。
当駅は津軽線の電化区間内にあるが、津軽線普通列車の電車による乗り入れは隣の蟹田駅までとなっているため、当駅を発着する列車はすべて気動車での運行である。
2022年（令和4年）8月3日より、災害のため当駅に停車する津軽線蟹田 - 三厩間の旅客列車は運転されておらず、定期ダイヤにおいて当駅は海峡線に直通する日本貨物鉄道（JR貨物）の貨物列車が通過するのみとなっている。なお、JR東日本は2027年（令和9年）4月1日に予定する津軽線新中小国信号場 - 三厩駅間の廃止と同時に、当駅についても廃止することで沿線自治体と合意しているが（詳細は「津軽線#存廃問題」を参照）、JR北海道としての当駅の扱いは現時点で公表されていない。

## 歴史
- 1958年（昭和33年）10月21日：日本国有鉄道（国鉄）津軽線の蟹田駅 - 三厩駅間の開業に伴い、同線の駅として開業[2][3]。
- 1987年（昭和62年）4月1日：国鉄分割民営化に伴い、東日本旅客鉄道（JR東日本）の駅となる[3]。
- 1988年（昭和63年）3月13日：北海道旅客鉄道（JR北海道）海峡線（津軽海峡線）の開業に伴い、津軽線の青森駅 - 当駅 - 新中小国信号場間が電化（交流20,000V・50Hz）。また、当駅 - 新中小国信号場間が津軽線と海峡線の重複区間とされ、当駅は旅客営業上の分岐駅にして、JR北海道とJR東日本の境界駅となる。
- 2016年（平成28年）
  - 3月21日：北海道新幹線開業準備のため、同日をもって海峡線の旅客列車は運転を終了する[8][9]。
  - 3月26日：北海道新幹線開業のため海峡線の定期旅客列車は正式廃止[9]。津軽海峡線の路線愛称もなくなる[注 2]。
- 2019年（令和元年）6月1日：蟹田駅の業務委託化に伴い、管理駅が青森駅に変更。
- 2022年（令和4年）
  - 8月3日：大雨により線路設備に被害が発生し、蟹田駅から三厩駅間が運休となり、それに伴い当駅も休止状態となる[10]。
  - 8月22日：同区間で代行バスの運行が開始される[11]。
- 2024年（令和6年）10月1日：えきねっとQチケのサービスを開始[1][12]。

## 駅構造
単式ホーム1面1線を有する地上駅である。青森駅管理の無人駅である。

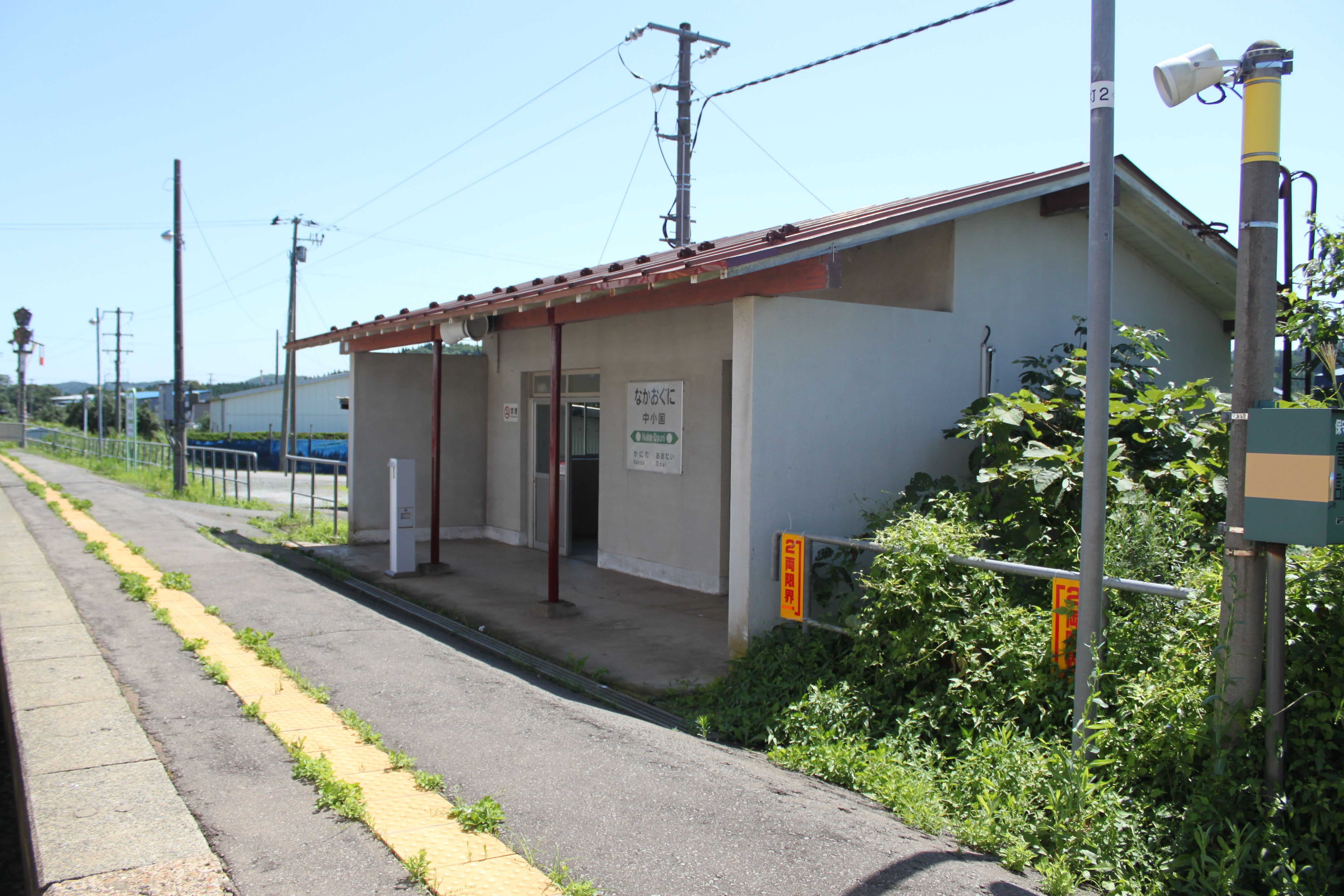
改修前の駅舎（2010年8月）
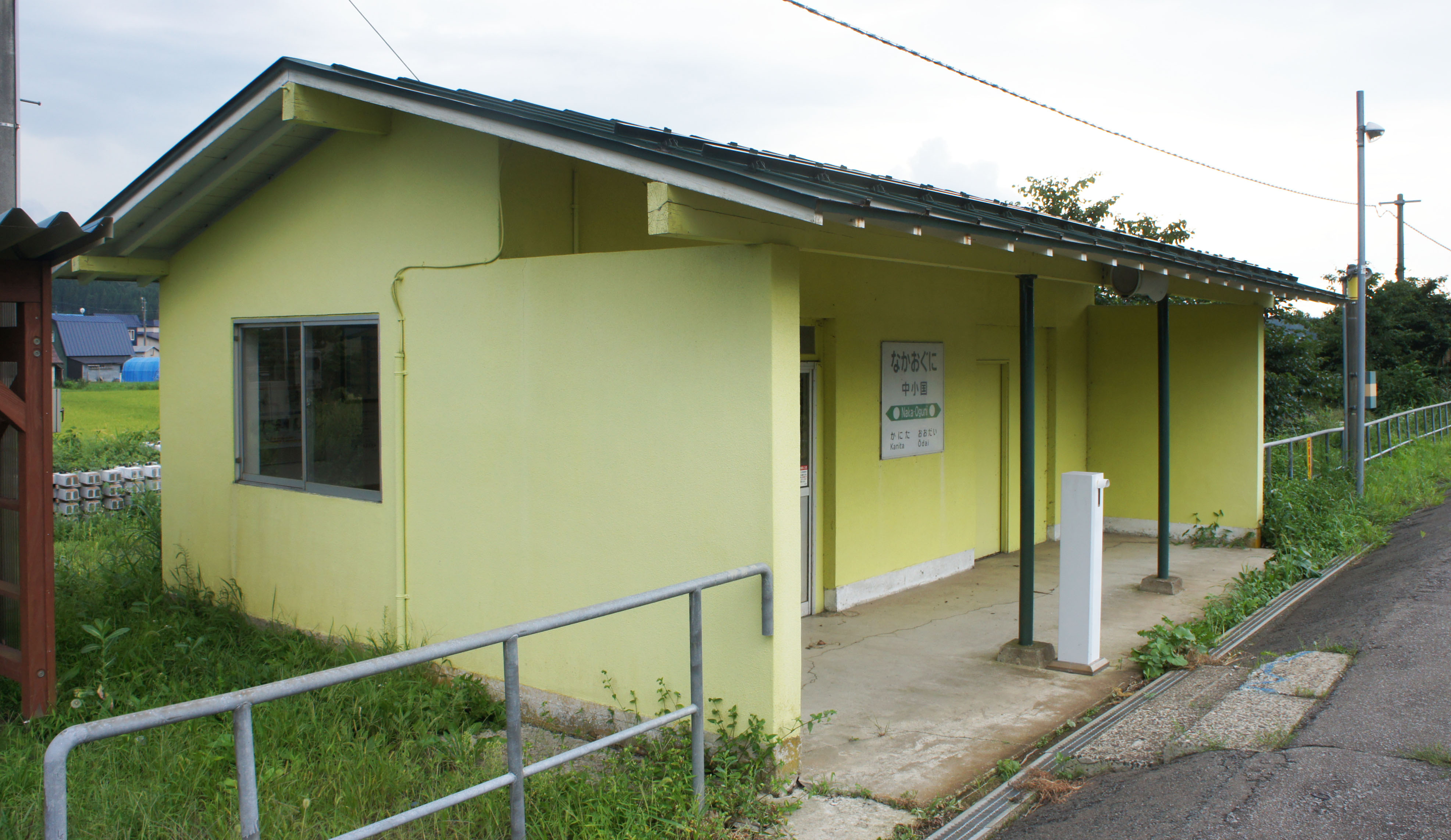
改修後の駅舎（2020年8月）
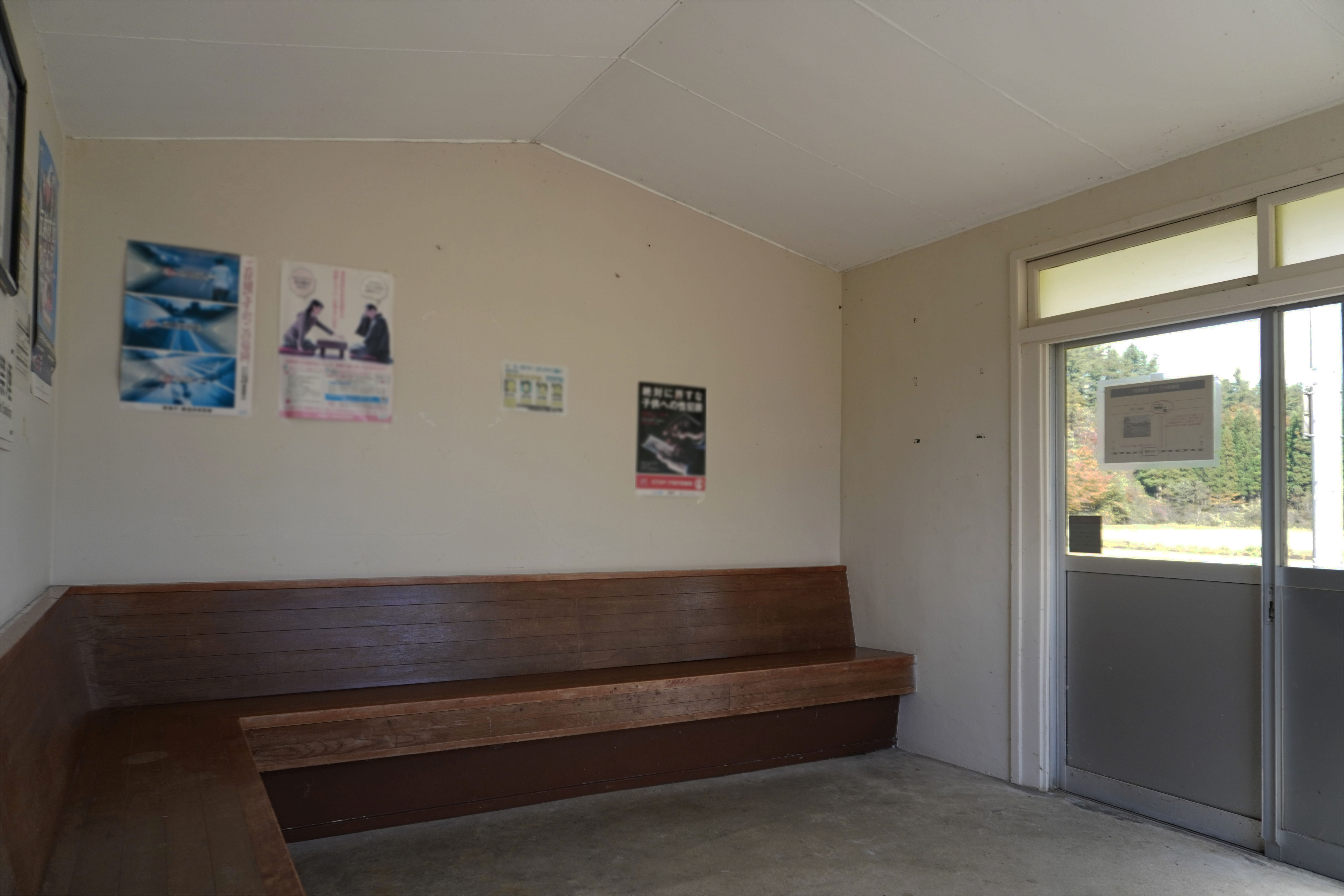
待合室（2023年10月）
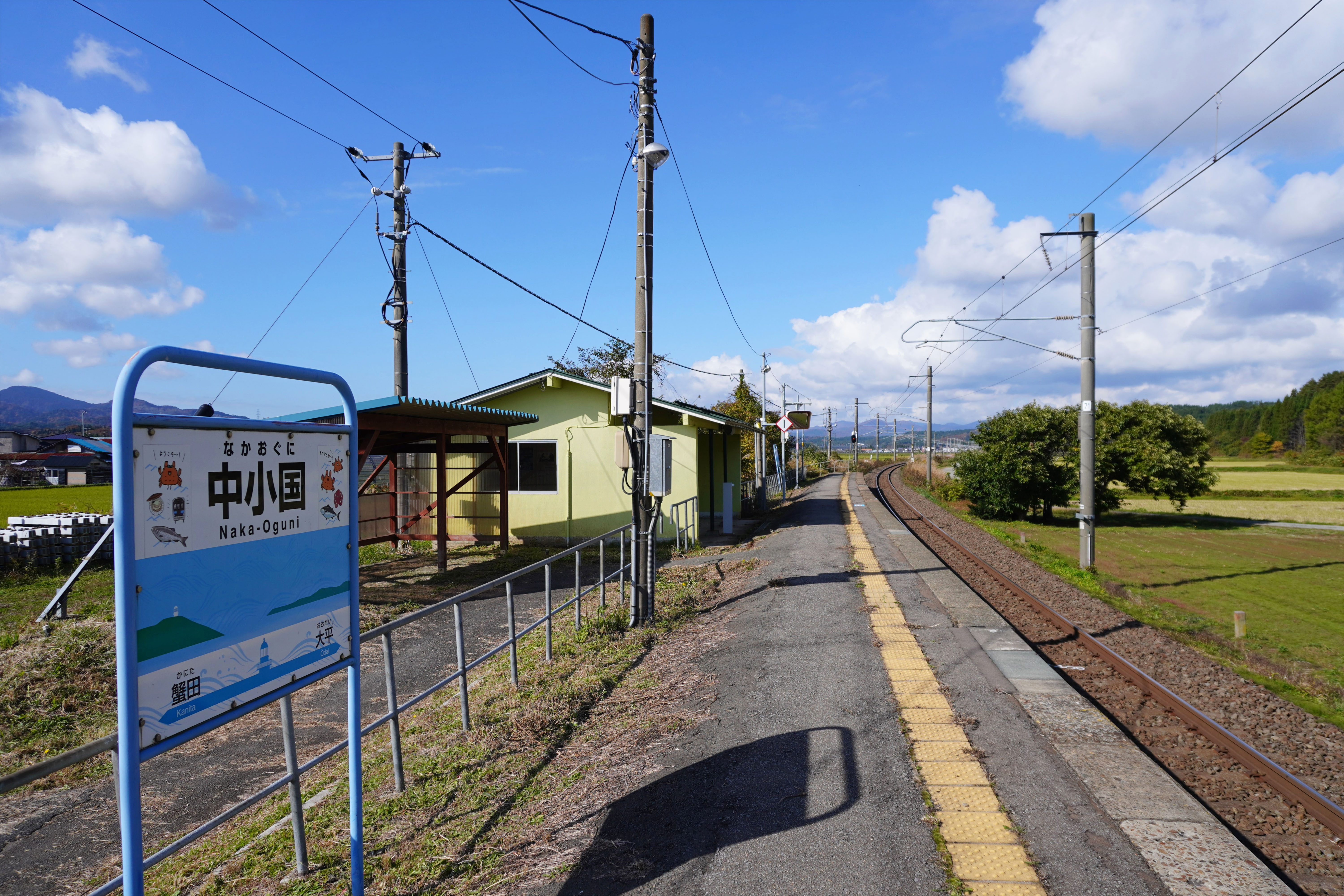
ホーム（2023年10月）

## 駅周辺
- 青森県道12号鰺ケ沢蟹田線
- 下小国会館（公民館）
- 外ヶ浜町循環バス「中小国駅」停留所

## 隣の駅
東日本旅客鉄道（JR東日本）
■津軽線
蟹田駅 - 中小国駅 - （新中小国信号場） - 大平駅
北海道旅客鉄道（JR北海道）
海峡線（定期旅客列車の運行は無し）
中小国駅 - （新中小国信号場） - （大平分岐部） - （奥津軽いまべつ駅（待避設備のみ）） - （竜飛定点） - （吉岡定点） - （湯の里知内信号場） - （木古内分岐部） - 木古内駅